# وستلند وارلوس
border (به انگلیسی: Westland_Walrus) یک هواگرد ملخ‌پیشین تک‌موتوره از نوع شناسایی ساخت شرکت هواگردسازی وست‌لند است. هواگرد border نخستین پروازش را در ۱۹۲۱ میلادی انجام داد. این هواگرد در سال ۱۹۲۱ میلادی رسماً معرفی گردید. در مجموع، تعداد ۳۶ فروند از این هواگرد ساخته شده‌است.